# Corica laciniata
Corica laciniata és una espècie de peix pertanyent a la família dels clupeids.

## Descripció
- Pot arribar a fer 7 cm de llargària màxima.
- 12-18 radis tous a l'aleta dorsal i 16-27 a l'anal.[4][5]

## Hàbitat
És un peix d'aigua dolça i salabrosa, pelàgic i de clima tropical (17°N-2°S, 96°E-113°E).

## Distribució geogràfica
Es troba al golf de Tailàndia, Kalimantan i la conca del riu Mekong.

## Observacions
És inofensiu per als humans.